# NGC 5992
NGC 5992 (również PGC 55913 lub UGC 10003) – galaktyka spiralna (Sab), znajdująca się w gwiazdozbiorze Wolarza. Odkrył ją William Herschel 18 marca 1787 roku. Prawdopodobnie oddziałuje grawitacyjnie z sąsiednią NGC 5993.